# Pieter Devos
Pieter Devos (Diest, 8 de fevereiro de 1986) é um ginete de elite belga, medalhista olímpico.

## Carreira
Devos começou a cavalgar aos cinco anos, graças à influência de seus pais, que também eram saltadores amadores. Ele conquistou a medalha de bronze nos Jogos Olímpicos de Verão de 2020 em Tóquio, na prova de saltos por equipes, ao lado do cavalo Claire Z, e de seus companheiros Jérôme Guery e Grégory Wathelet.